# 侯勇跃
侯勇跃（1964年—），汉族，中华人民共和国政治人物、第十一届全国政协委员。
担任内蒙古畜牧科学院动物研究所所长。2008年，当选第十一届全国政协委员，代表农业界，分入第三十九组。